# Numer burtowy

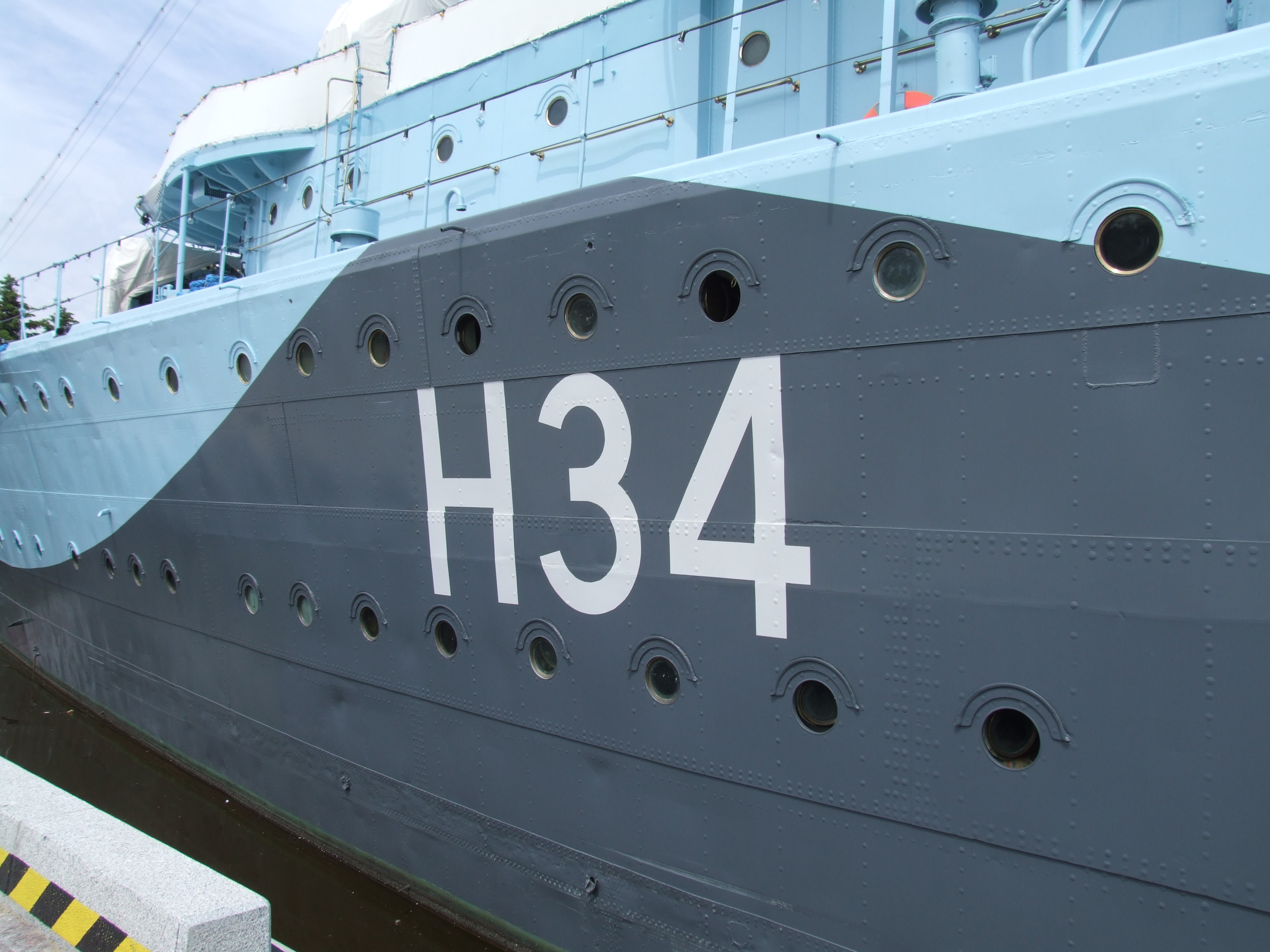
Brytyjski numer burtowy H34 z okresu II wojny światowej na okręcie-muzeum ORP „Błyskawica”

Numer burtowy (numer taktyczny) – dobrze widoczny, wymalowany na burcie okrętu lub nadbudówce numer (lub wyrażenie alfanumeryczne), służący do identyfikacji okrętu z dużej odległości. Może być również przypisany do okrętu, lecz nie ujawniany na zewnątrz, zwłaszcza dla utrudnienia identyfikacji podczas działań zbrojnych.

## Wprowadzenie
Potrzeba wprowadzenia znaków identyfikacyjnych na okrętach powstała pod koniec XIX wieku, kiedy w składzie flot pojawiły się seryjnie budowane okręty o napędzie mechanicznym i takich samych sylwetkach, których rozróżnienie było trudne z większych odległości. Wcześniej, zwłaszcza w czasach okrętów żaglowych, różniły się one od siebie w większym stopniu i na ogół posiadały indywidualne zdobienia, w tym galiony. Trudność w odróżnieniu przede wszystkim dotyczyła licznych niewielkich okrętów działających w składzie jednolitych flotylli, takich jak torpedowce i niszczyciele. Dlatego od około lat 80. XIX wieku zaczęto w niektórych flotach malować na okrętach oznaczenia szybkiej identyfikacji, typowo w postaci kolorowych pasów na kominach, lub numery burtowe w formie cyfr albo liter. Do II wojny światowej numery burtowe nie były powszechne – jedynie w  marynarce brytyjskiej i amerykańskiej nadawano je wszystkim okrętom, jednakże na ogół nie ujawniano ich na okrętach większych klas od niszczycieli. Numery mogły być na stałe przypisane do okrętów lub zmieniane w zależności od ich przydziału. Często podczas działań wojennych rezygnowano z malowania numerów burtowych dla utrudnienia identyfikacji przez nieprzyjaciela lub malowano je mniejsze, widoczne tylko z małej odległości. Po II wojnie światowej systemy numerów burtowych na ogół obejmują już w marynarkach wszystkie okręty. Co do zasady nadawane w tym okresie numery były stałe, lecz mogły być zmieniane w trakcie służby. W niektórych przypadkach stosowano celowo zmienne numery burtowe w celu dezinformacji (przede wszystkim w marynarce ZSRR w okresie zimnej wojny).
Stosowane są przede wszystkim numery burtowe w postaci samych cyfr lub wyrażeń alfanumerycznych (literowo-cyfrowych), przy czym te ostatnie często również ujawniane są na burcie w formie skróconej do samych cyfr. W przeszłości stosowano także oznaczenia literowe pochodzące od skrótów nazw okrętów.
Określenie „numer burtowy” stosuje się także do jednostek pływających służb paramilitarnych i statków w służbie państwowej, np. straży granicznej lub straży przybrzeżnej.

## Same litery

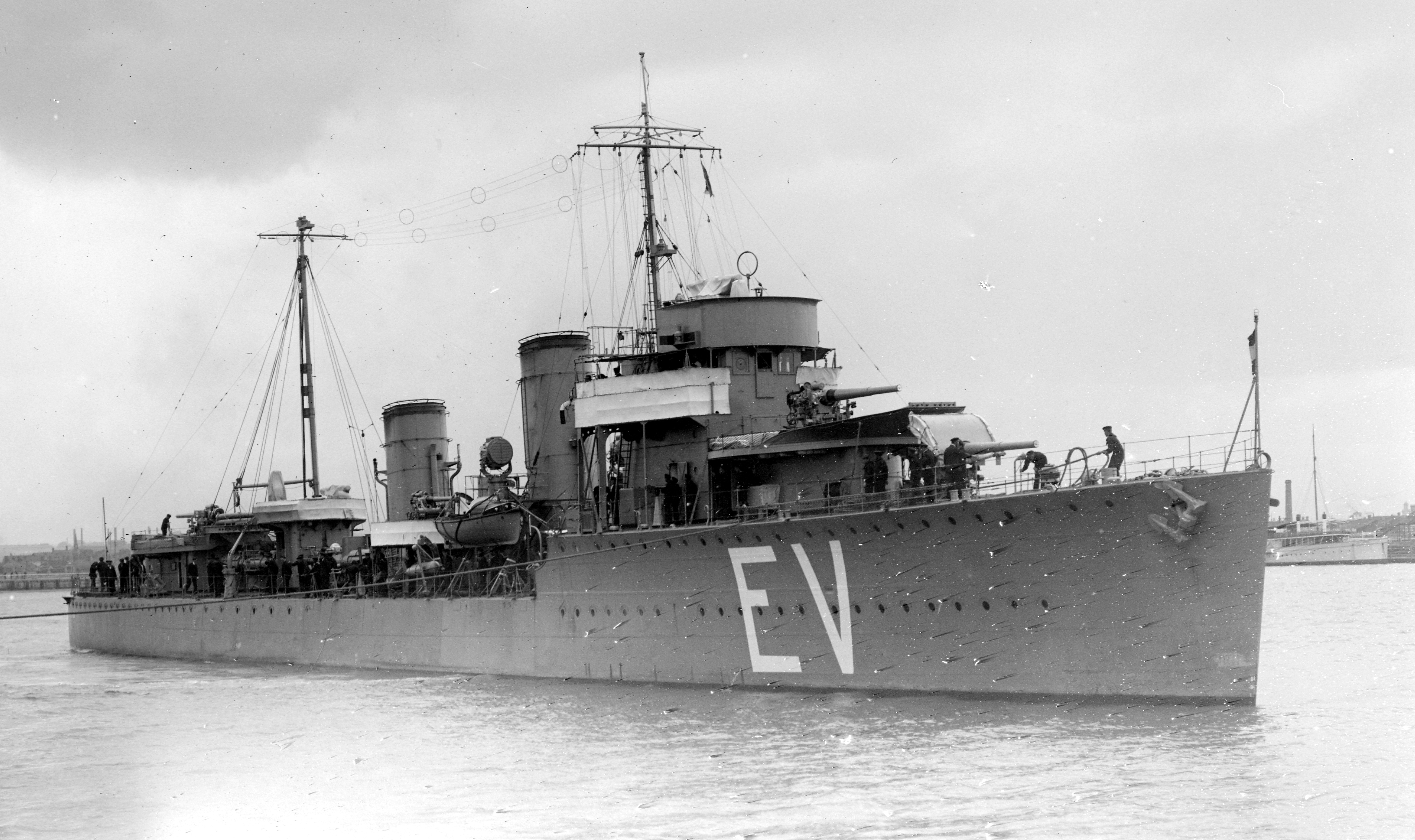
Holenderski niszczyciel „Evertsen” w okresie międzywojennym

Umieszczanie na okrętach jednej lub dwóch liter w charakterze znaku identyfikacyjnego było stosowane tylko w niektórych marynarkach i przeważnie tylko do II wojny światowej. Z zasady litery stanowiły skrót nazwy okrętu i mogły się powtarzać dla okrętów różnych klas (np. w Polsce: „W” dla niszczyciela „Wicher” i okrętu podwodnego „Wilk”). System ten był stosowany dla okrętów liczniejszych typów, o takim samym wyglądzie, które mogły być mylone ze sobą, natomiast był niespotykany na okrętach większych klas od niszczycieli.
System liter identyfikacyjnych używany był zwłaszcza przez marynarkę królewską Włoch, gdzie do II wojny światowej włącznie stosowano dwuliterowe skróty nazw na niszczycielach i torpedowcach. Spośród innych większych flot, między innymi niszczyciele oznaczały w ten sposób również do pierwszych lat II wojny światowej Holandia i ZSRR (cyrylicą), a torpedowce do 1939 roku III Rzesza niemiecka. Również w Polsce w okresie międzywojennym stosowano pojedyncze lub podwójne litery identyfikacyjne, usunięte jednak w 1937 roku.  Z nietypowych przykładów, w marynarce Jugosławii w okresie międzywojennym stosowano pierwszą literę nazwy okrętu na lewej burcie w alfabecie łacińskim, a na prawej w cyrylicy, z uwagi na dwa używane alfabety. Sporadycznie stosowano oznaczenia alfabetyczne, jak holenderskie trałowce A, B, C, D z okresu międzywojennego, dla których zarazem oznaczenia te pełniły rolę nazw. Co do zasady system ten był już niespotykany po II wojnie światowej – wśród wyjątków były Polska i Hiszpania, gdzie do początku lat 50. nadal na krótko stosowano skróty. Przynajmniej do początku lat 60. litery na okrętach stosowało też Chile.
Uzupełniająco można dodać, że w marynarce Japonii malowano przed II wojną światową pełne nazwy niszczycieli dużymi dobrze widocznymi znakami katakany na burcie na śródokręciu. Praktyka ta była stosowana ponownie na okrętach różnych klas po wojnie, do lat 60.
Ideowymi następcami burtowych liter identyfikacyjnych są litery malowane na pokładach lotniskowców i okrętów innych klas wyposażonych w śmigłowce, służące jedynie dla celów identyfikacji z powietrza przez własne lotnictwo, stosowane nadal współcześnie. Wprowadzono je podczas II wojny światowej w marynarce brytyjskiej, przy czym do lat 50. niekoniecznie były związane z nazwą okrętów.

## Same cyfry

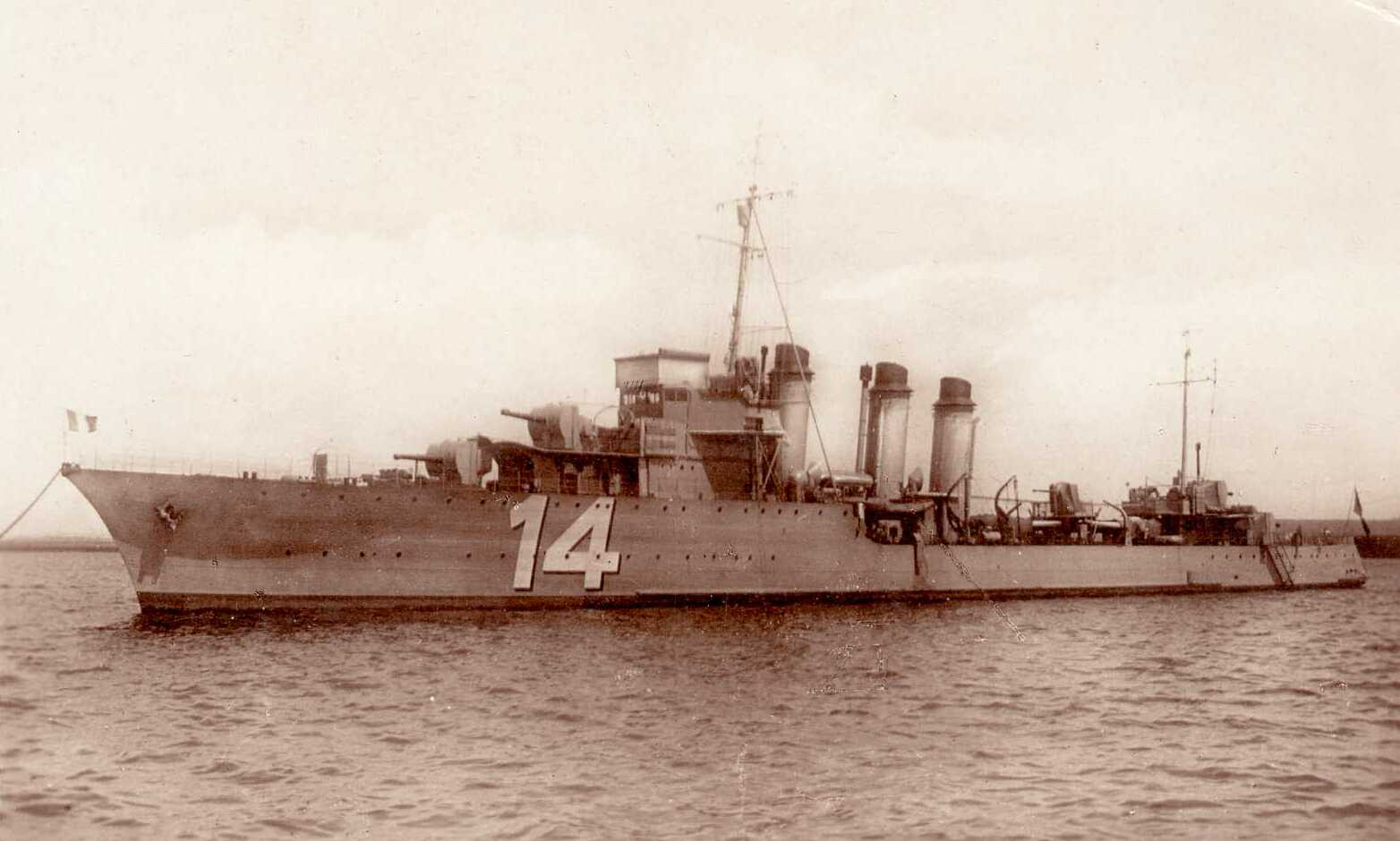
Francuski niszczyciel Bourrasque (1925) przed wojną (czwarty okręt pierwszej eskadry)

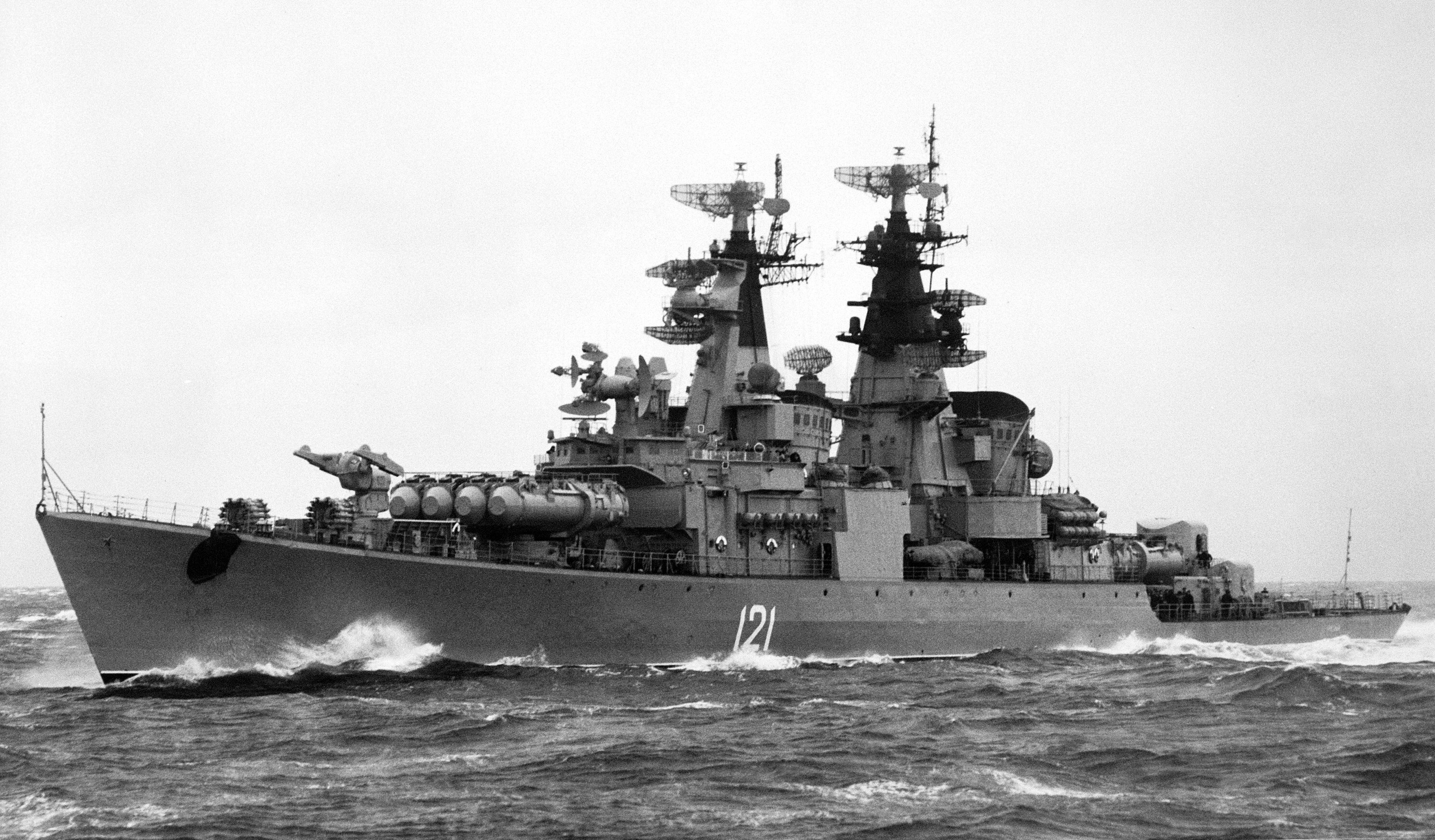
Zmienny numer burtowy na radzieckim krążowniku „Groznyj”

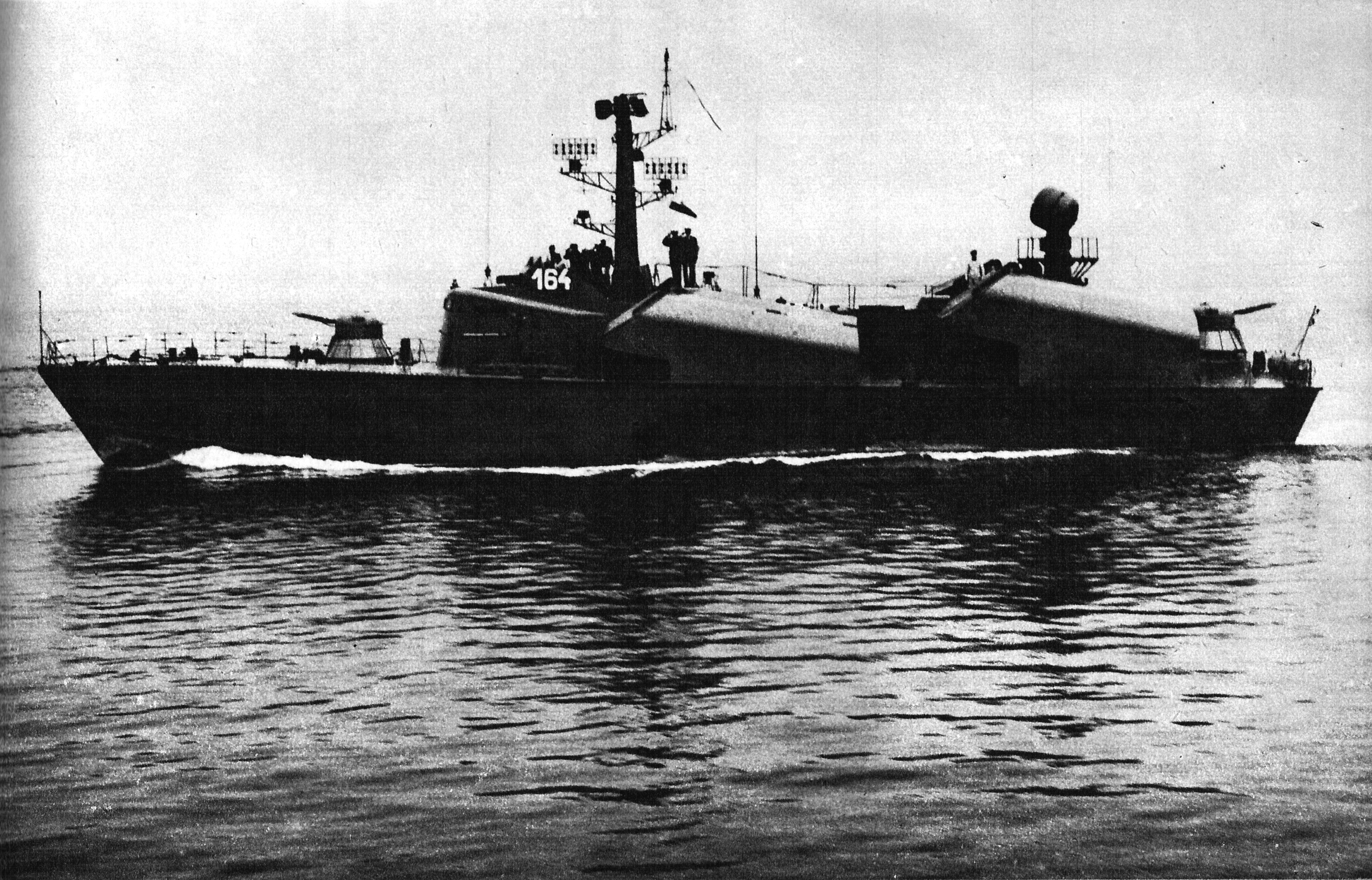
Polski kuter rakietowy proj. 205 w latach 60. z fałszywym numerem 164 w celu maskowania

System polegający na przypisywaniu okrętom numerów burtowych w postaci samych cyfr jest obecnie jednym z dwóch podstawowych systemów. Do czasów II wojny światowej włącznie był jednak mało rozpowszechniony oraz stosowany tylko dla niektórych klas okrętów. Numery takie w okresie międzywojennym malowano przede wszystkim we Francji i Niemczech, przy czym zawierały one zarazem informację o przynależności do związku taktycznego i były zmieniane w zależności od podporządkowania okrętu. W niemieckiej Kriegsmarine dwucyfrowe numery burtowe nosiły tylko niszczyciele do 1939 roku, przy czym pierwsza cyfra oznaczała numer dywizjonu. We Francji malowane były szczególnie duże numery na burtach niszczycieli i torpedowców, mające od jednej do trzech cyfr (w 1939 roku zamieniono je na oznaczenia alfanumeryczne). W ZSRR dwucyfrowe numery burtowe dla niszczycieli wprowadzono zamiast liter po ataku Niemiec, ok. 1941/42 roku i utrzymano do wczesnych lat powojennych. Numery noszone na dziobie przez japońskie niszczyciele w latach 1920–40 nie były natomiast indywidualnymi numerami burtowymi, a numerami dywizjonów.
W niektórych marynarkach samymi liczbami numerowane były małe okręty, jeśli nie posiadały własnych nazw ani oznaczeń alfanumerycznych. W szczególności dotyczyło to najpierw już od końca XIX wieku mniejszych torpedowców. Wówczas nazwa klasy w połączeniu z numerem stanowiła jedyne oznaczenie okrętu (np. japoński eskortowiec „nr 1”). Numery takie mogły być malowane w sposób widoczny albo nie.
System samych cyfr został wdrożony do identyfikacji zewnętrznej ogółu okrętów niektórych flot w okresie zimnej wojny. Przede wszystkim został przyjęty w marynarce ZSRR do końca jej istnienia, przy czym stosowane były trzycyfrowe numery, które były często zmieniane dla celów dezinformacji. System trzycyfrowych numerów burtowych, ale stałych, został utrzymany w marynarce Rosji do XXI wieku. Trzycyfrowe numery dla wszystkich lub większości okrętów przyjęto też w innych marynarkach państw Układu Warszawskiego, jak polska i wschodnioniemiecka Volksmarine, oraz w państwach rozwijających marynarki wojenne pod wpływem floty radzieckiej, jak Chińska Republika Ludowa i Indonezja. Zarówno w ZSRR i Rosji numery mogły zaczynać się od „0” i przydzielane były bez widocznego schematu ani sekwencji. W innych państwach, w tym Polsce, na ogół numery nadawane są sekwencyjnie lub w ramach pewnych zakresów. Szczególnym przypadkiem jest Finlandia, w której okręt flagowy otrzymał numer 01.

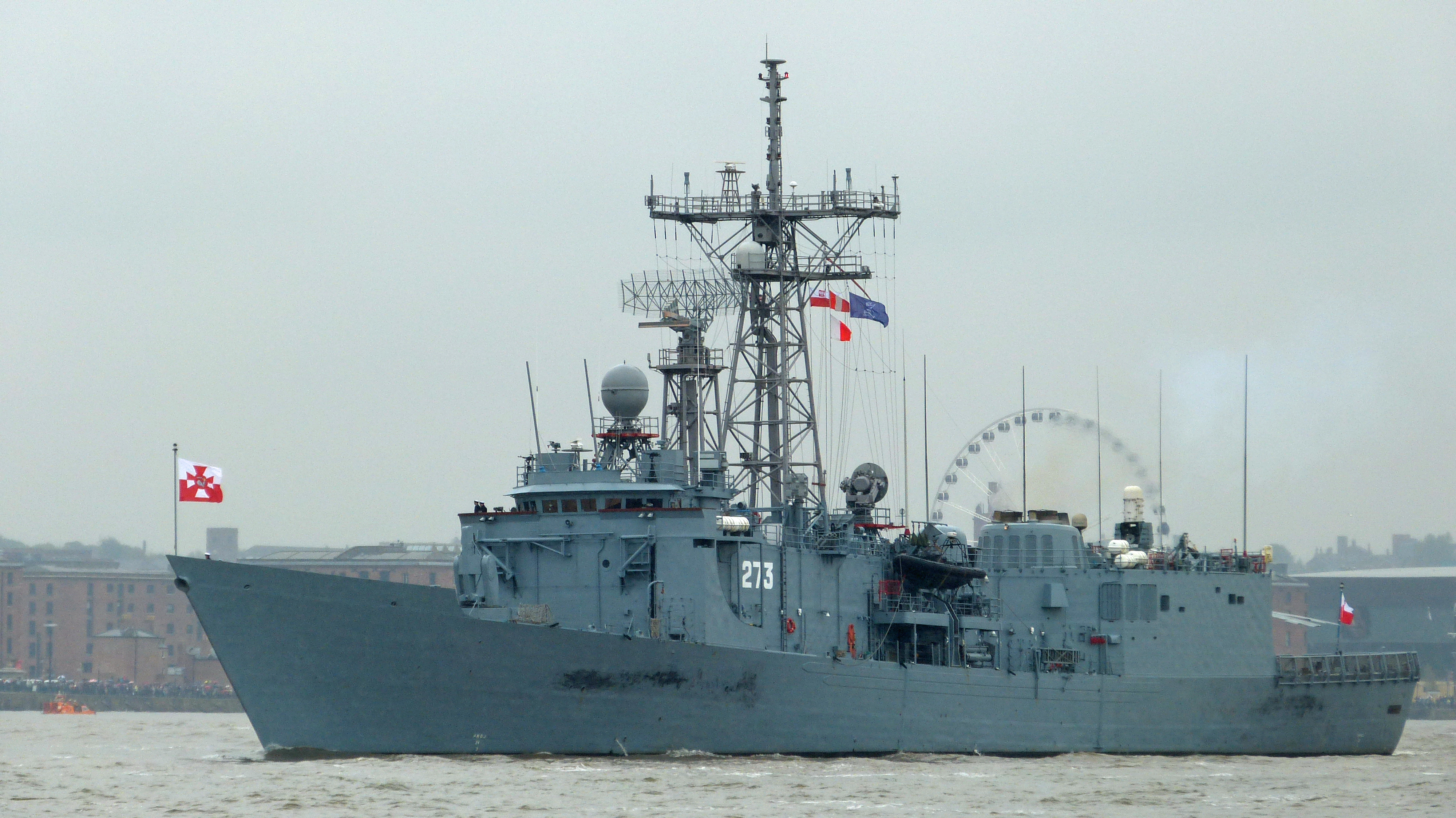
Fregata „Gen. T. Kościuszko” z typowym dla współczesnych polskich okrętów mało wyeksponowanym numerem na nadbudówce

Również w polskiej Marynarce Wojennej wprowadzono od 4 stycznia 1960 roku system trzycyfrowych stałych numerów burtowych. Przy tym, do 1978 roku stałe numery burtowe części okrętów były niejawne, a na morzu stosowano wzorem marynarki radzieckiej zmienne lub fałszywe numery burtowe – w tym celu jako wyjątek od zasady malowania numerów, wywieszano je w postaci metalowych tablic. System stałych numerów burtowych został w Polsce utrzymany w XXI wieku. Pierwsza cyfra 2 oznacza w nim okręt II rangi, druga cyfra oznacza klasę, a trzecia numer kolejny. Przykładowo, niszczyciele i fregaty mają numery od 271, okręty podwodne od 291, dozorowce (korwety) od 240, okręty rozpoznawcze i hydrograficzne od 251. Ścigacze okrętów podwodnych i okręty patrolowe otrzymywały numery z pierwszą cyfrą 3, kutry rakietowe – 4, trałowce – 6, okręty desantowe – 8.
Niektóre marynarki stosują też systemy mieszane, w których część okrętów – przeważnie większych, ma numer taktyczny w postaci samej liczby, a część – alfanumeryczny (np. marynarka brytyjska do II wojny światowej, a  współcześnie marynarka Australii). Czasem jedynie okręty najmniejsze lub pomocnicze mają oznaczenia alfanumeryczne, zwłaszcza gdy nie noszą imion (np. polska motorówka M-1).
W XXI wieku oznaczanie wszystkich lub większości okrętów numerami burtowymi złożonymi z samych cyfr stosują m.in. Australia, Kanada, Rosja, Chiny, Republika Chińska (Tajwan), Korea Południowa, Korea Północna, Chile, Polska, Rumunia, Bułgaria, Finlandia, Arabia Saudyjska, Egipt, Maroko, Iran, Indonezja, Tajlandia. Jako wyjątek od powszechnie stosowanego europejskiego zapisu cyfr arabskich, Egipt w okresie zimnej wojny stosował też cyfry zapisane pismem arabskim. Arabia Saudyjska część okrętów w XXI wieku oznacza natomiast na dziobie cyframi pisma arabskiego, a na rufie cyframi w zapisie europejskim.
Od powyższych przypadków należy odróżnić sytuację, w której okręty mają przypisane numery burtowe w formie wyrażeń alfanumerycznych, a jedynie zapisywane są na burcie skrótowo w postaci samej liczby. 

## Wyrażenia alfanumeryczne
Najbardziej rozpowszechnionym systemem stało się nadawanie numerów burtowych w postaci wyrażeń alfanumerycznych – składających się z litery lub liter i cyfr, zapisywanych z łącznikiem lub bez. Numery takie pełnią rolę numeru taktycznego, natomiast nie zawsze są faktycznie ujawniane na burtach. Często litery znaku są pomijane i na burcie malowane są same cyfry, co nie zmienia charakteru alfanumerycznego numeru burtowego (np. w marynarce USA).
Często, zwłaszcza w przypadkach mniejszych jednostek (jak kutry torpedowe, trałowce, patrolowce), a także okrętów podwodnych i desantowych, jeśli nie mają nadanych własnych nazw (imion), oznaczenia alfanumeryczne pełnią rolę numeru taktycznego i zarazem nazwy. W takich przypadkach najczęściej litery pochodzą od skrótu klasy okrętu w danej marynarce (np. MTB – ang. motor torpedo boat – kuter torpedowy lub U – niem. Unterseeboot – okręt podwodny). Rzadziej obok nazwy w postaci wyrażenia alfanumerycznego okręty takie mogą mieć odrębne inne numery burtowe.

### US Navy
Marynarka Wojenna Stanów Zjednoczonych (United States Navy) używa dla wszystkich okrętów systemu alfanumerycznych numerów burtowych, określanych jako hull classification symbol lub potocznie hull number (symbol klasyfikacji kadłuba / numer kadłuba). System ten stosowany jest od lat 90. XIX wieku, kiedy zaczęto numerować nowo budowane okręty w każdej z klas, nadając klasom następnie odrębne symbole literowe pochodzące od skrótów ich angielskich nazw (jak B dla pancerników, ACR dla krążowników pancernych i C dla krążowników – np. B-1) . Współczesny system ustalono 17 lipca 1920 roku, kiedy wprowadzono zasadę przynajmniej dwuliterowych skrótów, w których druga i dalsze litery doprecyzowują szczegółowo klasę okrętu, ewentualnie druga litera jest powtórzona (np. pancerniki zaczęto oznaczać skrótem BB, a krążowniki lekkie: CL) . System numerów, modyfikowany w zależności od zmian klasyfikacji i wyodrębniania nowych klas okrętów, używany jest do tej pory . Co do zasady numery są niepowtarzalne, a także niezmienne, pomijając przypadki zmiany klasyfikacji. Jedna z istotniejszych reform numeracji miała miejsce w 1975 roku.
Co do zasady, w zapisie numeru na burcie pomijane są litery. Podczas II wojny światowej okręty amerykańskie, w tym krążowniki i pancerniki, miały malowane jedynie niewielkie, dostrzegalne z bliska cyfry numerów burtowych na dziobie; wcześniej na niszczycielach stosowano duże, wyraźne numery. Po II wojnie światowej wyraźne numery malowane są co do zasady na dziobie okrętów wszystkich klas (lub nadbudówkach okrętów lotniczych), przy tym zachowują charakterystyczny dla US Navy krój pisma technicznego z cieniowanymi cyframi.
Istotniejsze klasy historyczne :
- BB – pancernik
- CA – krążownik ciężki
- CL – krążownik lekki
- CV – lotniskowiec
- DD – niszczyciel
- LCM – średnia barka desantowa
- LST – okręt desantowy czołgów
- PC – patrolowiec
- SS – okręt podwodny
- TB – kuter torpedowy

Główne klasy współczesne :
- CG – krążownik rakietowy
- CVN – lotniskowiec o napędzie nuklearnym
- DDG – niszczyciel rakietowy
- FFG – fregata rakietowa
- LCAC – poduszkowiec desantowy
- LHA – uniwersalny okręt desantowy
- LPD – okręt desantowy-dok
- SSN – okręt podwodny o napędzie nuklearnym
- SSBN – okręt podwodny o napędzie nuklearnym z rakietami balistycznymi

Podobny system został zaadaptowany po II wojnie światowej przez Japońskie Morskie Siły Samoobrony, przy czym litery również nie są malowane. Poprzednio w okresie powojennym podobny system stosowała Kanada. Inne prefiksy dwu- lub trzyliterowe stosowane są w Kolumbii, Peru i Filipinach, lecz również pomijane na burtach, natomiast numery są malowane z prefiksami dwuliterowymi w Ekwadorze.

### Royal Navy (do II wojny światowej)

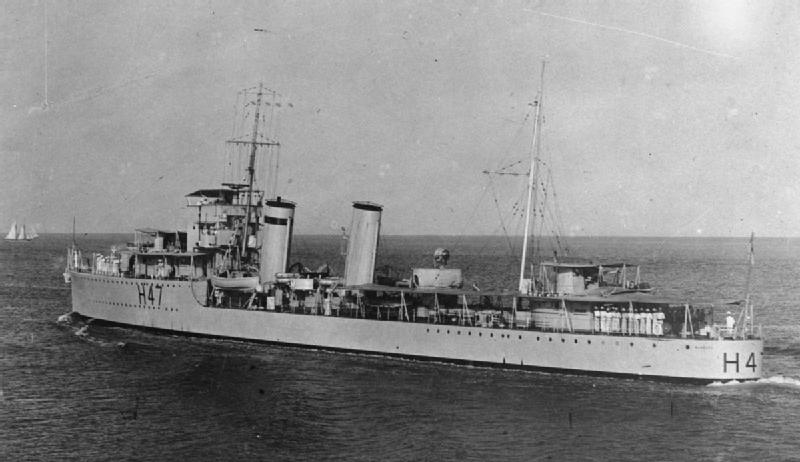
Niszczyciel HMS „Blanche” w latach 30. z widocznym numerem H47 na burtach i rufie

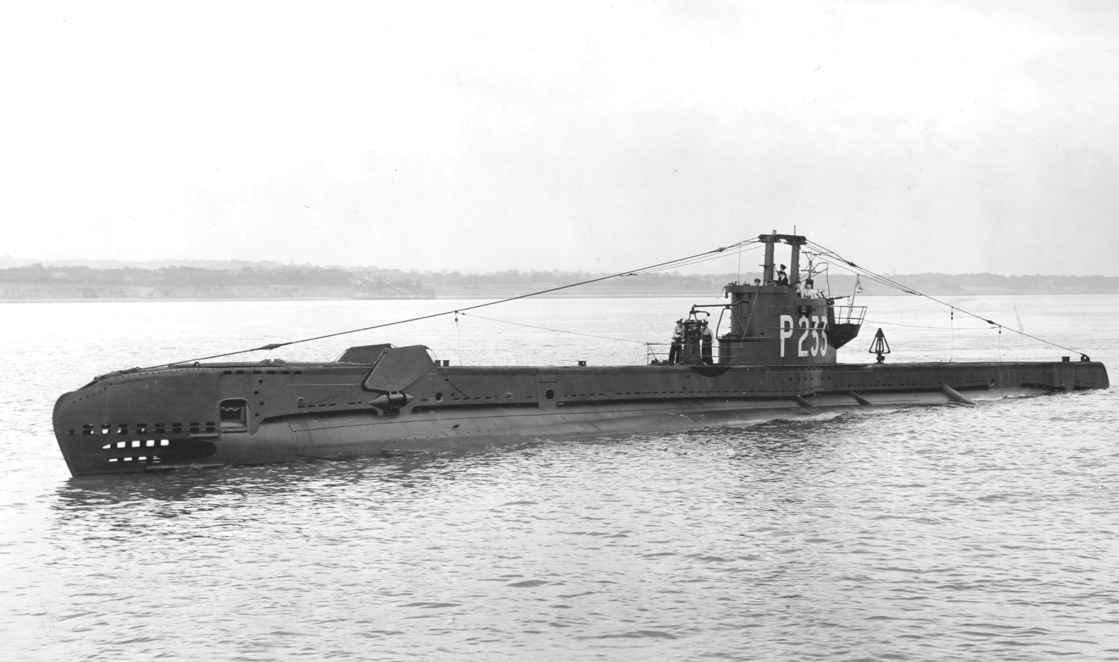
Okręt podwodny HMS „Storm” w okresie II wojny światowej ze znakiem burtowym P233

Marynarka brytyjska (Royal Navy) rozpoczęła nadawanie okrętom numerów taktycznych przed I wojną światową, w 1914 roku. Początkowo były oznaczane wywieszanymi flagami kodu sygnałowego, stąd pochodzi stosowane do dziś angielskie określenie numerów taktycznych: pennant number, od trapezowego proporca oznaczającego cyfry (pennant lub pendant), przy czym litery określano jako flagę poprzedzającą liczbę (flag superior) albo następującą po niej (flag inferior). Numery stały się powszechne od września 1915 roku. Były one jednak malowane przede wszystkim na niszczycielach i mniejszych jednostkach, natomiast nie malowano ich w ogóle na większych okrętach. System ten był nieprzejrzysty, układ kodu oraz zasady przydziału liter były początkowo niejednolite, a numery były zmienne. Okręty liniowe, krążowniki i okręty lotnicze miały przypisane co do zasady numery dwucyfrowe bez litery, lecz były też wyjątki.
Po I wojnie światowej, w latach 20. uporządkowano system numerów dla okrętów marynarki brytyjskiej i dominiów i nabrały one bardziej stałego charakteru, chociaż nadal system był mało przejrzysty. Numery te otrzymywały także okręty państw sojuszniczych operujące z baz brytyjskich podczas II wojny światowej, w tym polskie. Stosowano literę i liczby dwucyfrowe, a dla niektórych klas mniejszych okrętów także trzycyfrowe, przy tym liczby nie były nadawane kolejno. Przykładowo, niszczyciele nosiły w okresie międzywojennym i na początku II wojny światowej numery z pierwszą literą: D (np. „Amazon” D39), F (np. „Cossack” F02) i H (np. „Garland” H37), a od 1940 roku: G (np. „Piorun” G65), H, I (np. HMCS „Assiniboine” I18) i R (np. „Zodiac” R54), natomiast niszczyciele eskortowe – z literą L (np. ORP „Krakowiak” L115). Numery były malowane zgodnie z instrukcją na burtach i rufie, lecz sposób ich malowania, kolor i wielkość nie były standaryzowane. Przez cały okres II wojny światowej malowano je w sposób widoczny, a w przypadku stosowania kamuflażu, kolorem kontrastującym. Nadal większe okręty (pancerniki, część lotniskowców i  krążowników) miały numery taktyczne w postaci samej liczby, jednakże nie były one na tych klasach okrętów malowane. Niektóre krążowniki i lotniskowce otrzymywały przed wojną numery z literą I, a od 1940 roku z literą D (np. „Dragon” I46/D46), również nie uwidaczniane. Na lotniskowcach eskortowych numery były jednakże malowane, ewentualnie bez litery.
Okręty podwodne początkowo otrzymywały tylko nazwy w postaci oznaczeń alfanumerycznych, malowane na dziobie. Litera oznaczała typ okrętu, a numery nadawane były kolejno od 1 (np. HMS E1). Podczas I wojny światowej, od połowy 1915 roku oznaczenia te stały się także numerami burtowymi malowanymi na kiosku. W okresie międzywojennym natomiast odwrócono kolejność numerów burtowych okrętów podwodnych, tak że litera oznaczająca typ następowała po liczbie (flag inferior). Od lat 20. okręty podwodne zaczęły też otrzymywać nazwy własne zamiast oznaczeń alfanumerycznych. Wkrótce po wybuchu II wojny światowej wszystkie istniejące okręty podwodne otrzymały po liczbie literę N, a nowe – P. Ostatecznie od 1940 roku przypisano im standardowe znaki taktyczne składające się z litery N lub P przed liczbą. Równocześnie jednak stopniowo zaniechano malowania numerów na okrętach podwodnych. Przy tym, w okresie 1941–43 brytyjskie okrętów podwodne ponownie otrzymywały tylko oznaczenia alfanumeryczne zgodne ze znakami burtowymi zamiast nazw własnych. Małe okręty otrzymywały nazwy alfanumeryczne złożone ze skrótu nazwy klasy z numerem (np. kutry torpedowe MTB i kutry motorowe ML), malowane na burcie z literami lub bez.
Odmienne zasady zostały przyjęte dla okrętów Brytyjskiej Floty Pacyfiku pod koniec wojny, w której w szczególności pancerniki otrzymywały numery z literą B, krążowniki z literą C, niszczyciele z literą D i lotniskowce z literą R.

### Royal Navy / NATO
Po II wojnie światowej, w 1948 roku system brytyjskich numerów burtowych uproszczono i zracjonalizowano, nadając stałą literę oznaczającą klasę okrętu (pochodzącą w większości przypadków od skrótu nazwy angielskiej), podobnie jak wcześniej w Brytyjskiej Flocie Pacyfiku. Numery burtowe zaczęły być od końca lat 50. malowane także na krążownikach i lotniskowcach (pancerniki w tym czasie wycofano). Ostatecznie ich kolor został ustalony na czarny. Wyjątkowo usunięto numery z okrętów w trakcie wojny o Falklandy w 1982 roku dla utrudnienia wykrywalności.
Główne klasy:
- A – pomocnicze (auxiliary)
- B – pancerniki (battleship)
- C – krążowniki (cruiser)
- D – niszczyciele (destroyer)
- F – fregaty i inne okręty eskortowe (frigate)[7]
- L – okręty desantowe (landing ship)
- M – trałowce (minesweeper)
- N – stawiacze min
- P – patrolowce, w tym lekkie okręty uderzeniowe (patrol boat)
- R – lotniskowce i okręty lotnicze
- S – okręty podwodne (submarine)

Nowy brytyjski system został przyjęty następnie także przez europejskie kraje NATO (Francję, Włochy, Holandię, Belgię, Republikę Federalną Niemiec, Portugalię, Hiszpanię, Norwegię, Danię, Grecję, Turcję), przy tym stosowane są przez nie różne zakresy numeracji dla uniknięcia dublowania numerów przy pływaniu w międzynarodowych zespołach. System ten w krajach  NATO został wprowadzony w 1950 roku (w Hiszpanii w 1961 roku, jeszcze przed przystąpieniem do NATO w 1982, a w Grecji z opóźnieniem). Co do zasady nie przyjęły go natomiast państwa NATO nowo przyjęte po 1990 roku, w tym Polska, poza państwami bałtyckimi i częściowo Rumunią. Grecja jako wyjątek stosowała do lat 80. na dużych okrętach własne numery burtowe z samych cyfr.  W państwach NATO numer, z rzadkimi wyjątkami, był zapisywany w całości, z literą, bez łącznika.
Wzorowane na nim systemy oznaczeń z lokalnymi odmiennościami liter zostały także zaadaptowane przez niektóre inne kraje. W XXI wieku są to przede wszystkim: Argentyna, Brazylia, Meksyk, Indie, Pakistan, Nowa Zelandia, Nigeria, Południowa Afryka, Szwecja. Nie zawsze jednak litery są malowane − spośród powyższych, pomijane są całkowicie lub częściowo w Argentynie, Meksyku i Pakistanie. Przez pewien czas po wojnie system taki stosowała również Australia.

### Niemcy

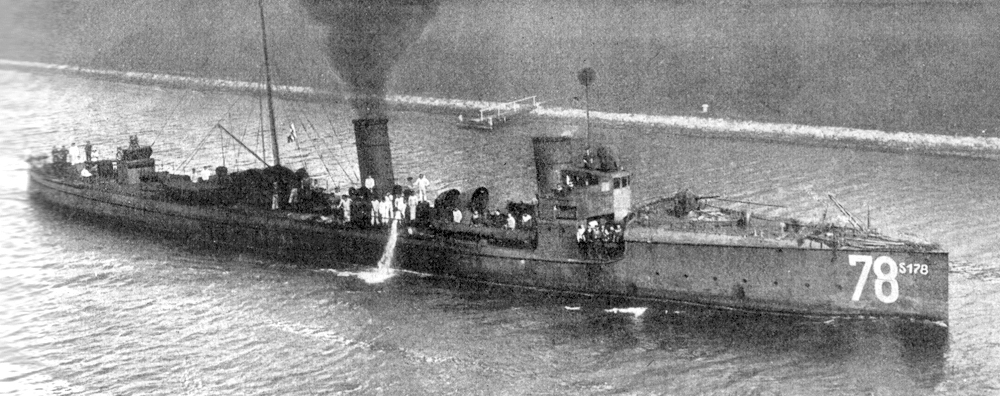
Niemiecki niszczyciel S 178 z I wojny światowej, noszący na burcie pełne oznaczenie małymi znakami oraz skrócony duży numer burtowy „78”

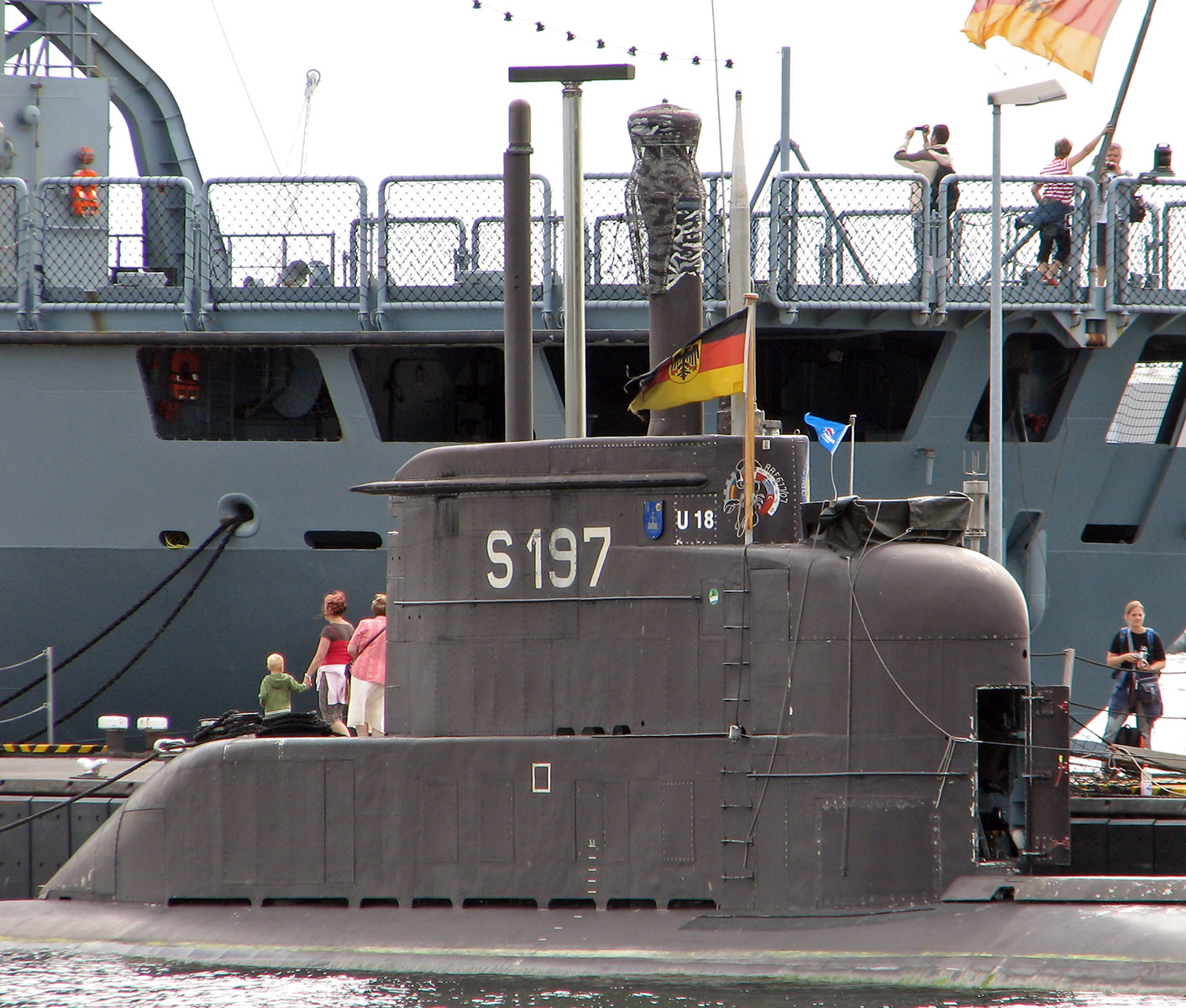
Współczesny niemiecki okręt podwodny U-18 z widocznym małym oznaczeniem i osobno numerem burtowym (S 197)

Przed I wojną światową i w jej trakcie Kaiserliche Marine nie stosowała nazw dla niszczycieli (klasyfikowanych oficjalnie jako „duże torpedowce”), którym nadawano oznaczenia alfanumeryczne z pierwszą literą oznaczającą skrót nazwy stoczni (B, G, H, S, V i W) oraz kolejnym numerem ewidencyjnym ze wspólnej puli. Duży numer burtowy malowany był jednak bez litery oraz cyfry oznaczającej setkę. Niektóre inne klasy okrętów otrzymywały oznaczenia pochodzące od skrótu niemieckiej nazwy klasy: starsze torpedowce oznaczano literą T (Torpedoboot), okręty podwodne – literą U (Unterseeboot), trałowce – literą M (Minensuchboot), ponadto torpedowce przybrzeżne literą A (np. A 64).
Ta sama zasada w zakresie oznaczeń okrętów podwodnych (U), torpedowców (T) i trałowców (M) przetrwała w niemieckiej Kriegsmarine do czasów II wojny światowej. Niszczyciele otrzymały oznaczenia alfanumeryczne z literą Z (Zerstörer), które w przypadku późniejszych typów stanowiły ich jedyne nazwy, lecz nie były one już widoczne. Również numery okrętów podwodnych (U-Bootów) podczas wojny nie były malowane w sposób widoczny. Oznaczenia alfanumeryczne stanowiące nazwy nosiły także kutry torpedowe (z literą S – Schnelboot) oraz inne klasy mniejszych okrętów lub o mniejszej wartości bojowej. W przypadku zdobycznych niszczycieli, okrętów podwodnych i torpedowców stosowano dodatkowe litery oznaczające kraj pochodzenia (np. niszczyciel holenderski ZH 1), przy tym wszystkie torpedowce zagraniczne otrzymywały oznaczenie TA (np. TA 48).
Tradycyjne oznaczenia okrętów podwodnych, kutrów torpedowych i początkowo niszczycieli, z literami U, S i Z, przetrwały w powojennej marynarce RFN, ale tylko jako nazwy okrętów, natomiast otrzymywały one także równolegle znaki burtowe według standardu NATO (z literami odpowiednio S, P i D).

### Inne szczególne przypadki

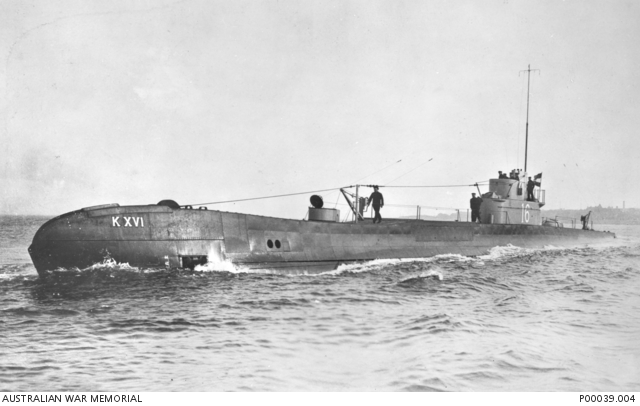
Holenderski okręt podwodny K XVI z nazwą na burcie i numerem burtowym powtórzonym jako „16” na kiosku

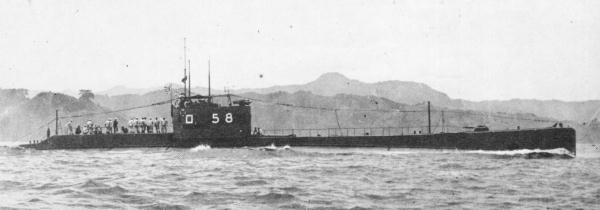
Japoński okręt podwodny Ro 58 z numerem na kiosku

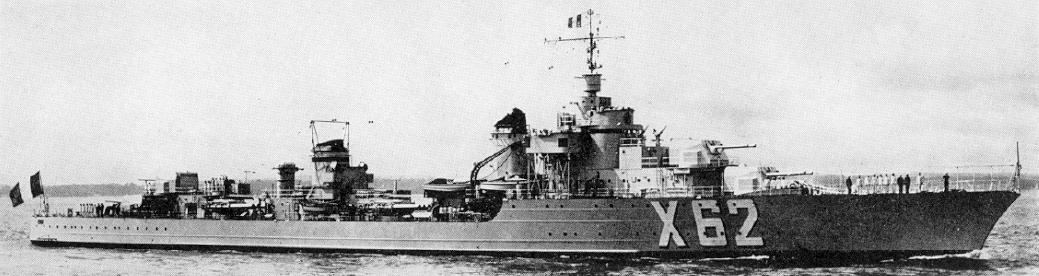
Francuski niszczyciel „Volta” w sierpniu 1939

Często oznaczenia alfanumeryczne zamiast nazw otrzymywały okręty podwodne. Oprócz okrętów niemieckich, również okręty austro-węgierskie z I wojny światowej nosiły analogiczne oznaczenia z literą U i numerem. Francuskie okręty podwodne do I wojny światowej otrzymywały zaś oprócz nazw znaki taktyczne z literą Q, lecz nie były one malowane.
Oprócz części wczesnych okrętów brytyjskich i amerykańskich, także niektóre inne państwa nadawały okrętem podwodnym nazwy w formie wyrażeń alfanumerycznych  oznaczających ich poszczególne typy lub rodzaje. Hiszpania do II wojny światowej oznaczała cztery kolejne typy okrętów podwodnych literami od A do D i cyframi. ZSRR zamiast lub obok nazw nadawał okrętom podwodnym oznaczenia z literami cyrylicy, przede wszystkim: L (Л), Szcz (Щ), a później S (С) dla okrętów średnich, M dla małych, B (Б) dla dużych i K dla „krążowniczych” o dużym zasięgu, pochodzące od skrótów odpowiednich słów i utrzymane również w marynarce Federacji Rosyjskiej. Równolegle jednak w okresie zimnej wojny i nadal w służbie rosyjskiej okręty podwodne otrzymywały odrębne od oznaczeń trzycyfrowe numery burtowe, mimo że na nowszych jednostkach nie były już malowane. Holandia do II wojny światowej nadawała oznaczenia z literą O i cyframi arabskimi dla okrętów podwodnych przeznaczonych do służby na wodach europejskich (od Onderzeboot), a z literą K i cyframi rzymskimi dla okrętów podwodnych o dalekim zasięgu przeznaczonych do służby w koloniach – Holenderskich Indiach Wschodnich (od Kolonien). Japońska Cesarska Marynarka Wojenna dzieliła z kolei okręty podwodne na trzy grupy, oznaczane kolejnymi sylabami pisma kana, w kolejności od największych: I (イ), Ro (ロ) i Ha (ハ), z numerami.
Tuż przed II wojną światową, w kwietniu 1939 roku Francja zmieniła liczbowe numery burtowe niszczycieli i torpedowców na alfanumeryczne, z literą X w przypadku wielkich niszczycieli (klasyfikowanych we Francji jako kontrtorpedowce) i literą T w przypadku niszczycieli (klasyfikowanych jako torpedowce eskadrowe) oraz torpedowców. Pierwsza cyfra lub dwie cyfry przy numerach trzycyfrowych oznaczały numer dywizjonu i początkowo były malowane bardzo dużymi białymi znakami, od 1940 roku – ceglastymi, a od 1943 roku malowano małe numery. Kanonierki (awiza) natomiast otrzymały literę A.
Polska Marynarka Wojenna jedynie przejściowo nadawała okrętom alfanumeryczne znaki burtowe od 1951 do 1959 roku, po czym przeszła na trzycyfrowe numery. Między innymi, okręty podwodne oznaczano literami M lub B na wzór radziecki, a następnie od grudnia 1957 roku literą P (od podwodny). Niszczyciele początkowo otrzymały literę N, a potem dwucyfrowe numery bez litery. Rzadko spotykanym sposobem zapisu było to, że oznaczenia zapisywane były na burcie w pełnej formie, oddzielone łącznikiem.

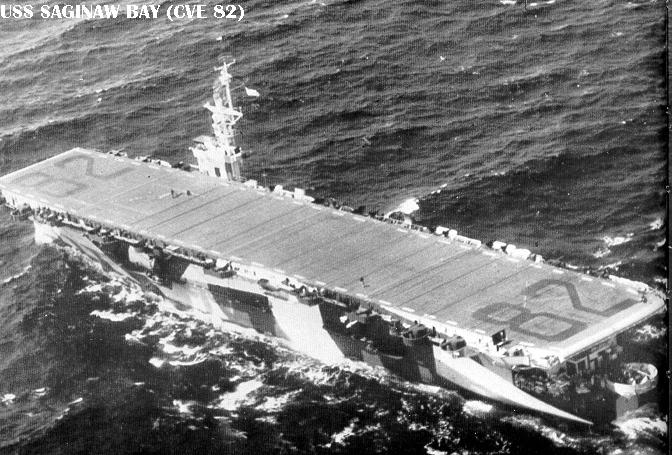
Amerykański lotniskowiec eskortowy USS „Saginaw Bay” (CVE-82) w 1944 roku

W przypadku lotniskowców większe znaczenie od numerów malowanych na burtach lub nadbudówkach miały numery malowane na pokładzie, dla lotnictwa – na przykład amerykańskie lotniskowce podczas II wojny światowej otrzymywały bardzo duże numery odpowiadające ich numerowi burtowemu (bez liter) malowane na początku i końcu pokładu lotniczego. Marynarka brytyjska stosowała w tym celu litery rozpoznawcze, także na okrętach przenoszących śmigłowce, niekoniecznie mające związek z nazwą okrętów.
Rzadko stosowane były numery alfanumeryczne z literami na końcu. W ten sposób w okresie I wojny światowej były oznaczane zarówno austro-węgierskie, jak i włoskie torpedowce, przy czym jedna litera w przypadku okrętów austro-węgierskich i dwie litery w przypadku włoskich stanowiły skrót nazwy lub miejsca stoczni (np. 82 F od Fiume).
Izraelskie okręty przynajmniej do lat 60. używały znaków alfanumerycznych z liczbą cyframi arabskimi i poprzedzającą ją literą alfabetu hebrajskiego, malowaną od prawej strony (np. ק dla niszczycieli i fregat, צ dla okrętów podwodnych).
Rzadko spotykane są oznaczenia alfanumeryczne z takimi samymi literami dla wszystkich okrętów floty. Niepodległa Ukraina wszystkie okręty oznacza prefiksem U, pisanym wraz z numerem, a Wietnam prefiksem HQ (malowanym bądź pomijanym).